# Herb Pruszkowa
Herb Pruszkowa – jeden z symboli miasta Pruszków w postaci herbu.

## Wygląd i symbolika

Dawny herb Pruszkowa

Herb przedstawia w polu złotym mur blankowany, czerwony o trzech blankowanych wieżach tegoż koloru, w bramie głowa żbika, szara na wprost.
Wkład w rozwój Pruszkowa jako ośrodka miejskiego, przez hr. Antoniego Potulickiego, uhonorowano umieszczeniem na miejskim herbie motywów herbu Grzymała jakim się pieczętował. Głowa żbika to godło mówiące, nawiązujące do Żbikowa, będącego najstarszą częścią Pruszkowa.

## Historia
Poprzedni herb nawiązywał do przemysłowych tradycji miasta. Autorem nowego herbu jest ks. Paweł Dudziński. 